# Kai (provincia)

Mappa delle province giapponesi con la provincia di Kai evidenziata

La provincia di Kai (giapponese: 甲斐国; -no kuni) fu una delle province del Giappone che corrisponde all'odierna prefettura di Yamanashi. Si trova nell'Honshū centrale, ad ovest di Tokyo, in una regione montagnosa senza sbocchi sul mare che comprende nei suoi confini il Fuji, insieme con la prefettura di Shizuoka. Un altro nome per la provincia è Koshu (甲州).
Durante il periodo Sengoku, il signore della guerra Takeda Shingen governò Kai dalla sua fortezza in Kofu.